# Live Phish Volume 15
Live Phish Volume 15 è un album dal vivo dei Phish, pubblicato il 29 ottobre 2002 (in contemporanea ai Volumi 13, 14 e 16 della serie Live Phish) dalla Elektra Records.  Il disco documenta l'esibizione del gruppo all'Omni Coliseum di Atlanta, nella notte di Halloween del 1996.
È il terzo dei 6 spettacoli di Halloween in cui i Phish hanno eseguito dal vivo in un unico concerto un intero album di un altro artista: in questo caso il gruppo, coadiuvato da una sezione fiati e dal percussionista dei Santana Karl Perazzo, eseguì durante il secondo set l'album dei Talking Heads Remain in Light. Come spesso accade durante per i concerti della band, anche questo fu diviso in tre successive uscite (o "set") e si concluse con un bis.

## Tracce

### Disco 1
Primo set:
1. Sanity
2. Highway to Hell
3. Down with Disease
4. You Enjoy Myself
5. Prince Caspian

### Disco 2
Continuazione del primo set:
1. Reba
2. Colonel Forbin's Ascent
3. Fly Famous Mockingbird
4. Character Zero
5. The Star-Spangled Banner

### Disco 3
Secondo set (esecuzione integrale dell'album Remain in Light):
1. Born Under Punches (The Heat Goes On)
2. Crosseyed and Painless
3. The Great Curve
4. Once in a Lifetime
5. Houses in Motion
6. Seen and Not Seen
7. Listening Wind
8. The Overload

### Disco 4
Terzo set:
1. Brother
2. 2001
3. Maze
4. Simple
5. Swept Away
6. Steep
7. Jesus Just Left Chicago
8. Suzy Greenberg

Eseguito come bis:
1. Frankenstein